# Baile de plaza (China)
En la República Popular China, el baile de plaza (en chino tradicional, 廣場舞; en chino simplificado, 广场舞; pinyin, guǎngchǎng wǔ; literalmente, ‘baile de plaza pública’) es una forma de ejercicio aeróbico, una danza rítmica realizada espontáneamente por los residentes con fines de fitness en espacios abiertos como plazas, normalmente acompañada de música rítmica de alto decibelio, principalmente con las manos desnudas, pero también con un pequeño equipo ligero, y ha sido criticada en los últimos años como una grave molestia.
El baile de plaza es común en China continental, tanto en el norte como en el sur, y los participantes son en su mayoría personas de mediana edad y ancianos que han vivido la Revolución Cultural, por lo que se considera un fenómeno social chino. En China, las bailarinas de plaza de mediana edad y de edad avanzada han sido ampliamente publicitadas como "Abuelas bailando". En los medios de comunicación en inglés. Debido a su bajo costo y facilidad de participación, se estima que hay más de 100 de practicantes, según la CCTV.
No hay consenso sobre el estudio exacto del baile de plaza ni en los círculos sociológicos ni en los deportivos. Muchos propietarios de comunidades y residentes se oponen a los bailes de plaza en sus barrios por las molestias acústicas que provoca la música de altos decibelios de los bailes de plaza; además, los participantes en los bailes de plaza utilizan cada vez más auriculares inalámbricos para evitar las molestias de los altos decibelios.

## Forma
Los grupos se reúnen a primera hora de la mañana y al atardecer, en cualquier época del año, en parques o plazas públicas, o en cualquier lugar en el que puedan encontrar espacio suficiente, independientemente del otro uso que pueda tener nominalmente ese espacio, como un aparcamiento. Los bailarines matutinos intentan evitar los parques, ya que son los lugares preferidos para el taiji, la escuela de artes marciales cuyos movimientos ralentizados suelen practicarse como ejercicio, conocido como tai chi en Occidente. Comienzan desde las 5:30 de la mañana y suelen utilizar los espacios más cercanos a los supermercados para estar mejor situados para regatear y comprar verduras frescas cuando éstos abren. Por la noche suelen empezar a bailar después de la cena; Por esta razón, los espacios que utilizan los bailarines de plaza por la noche no suelen estar demasiado lejos de sus casas, ya que también pueden tener que atender a los nietos que puedan estar vigilando mientras sus propios hijos trabajan hasta tarde.

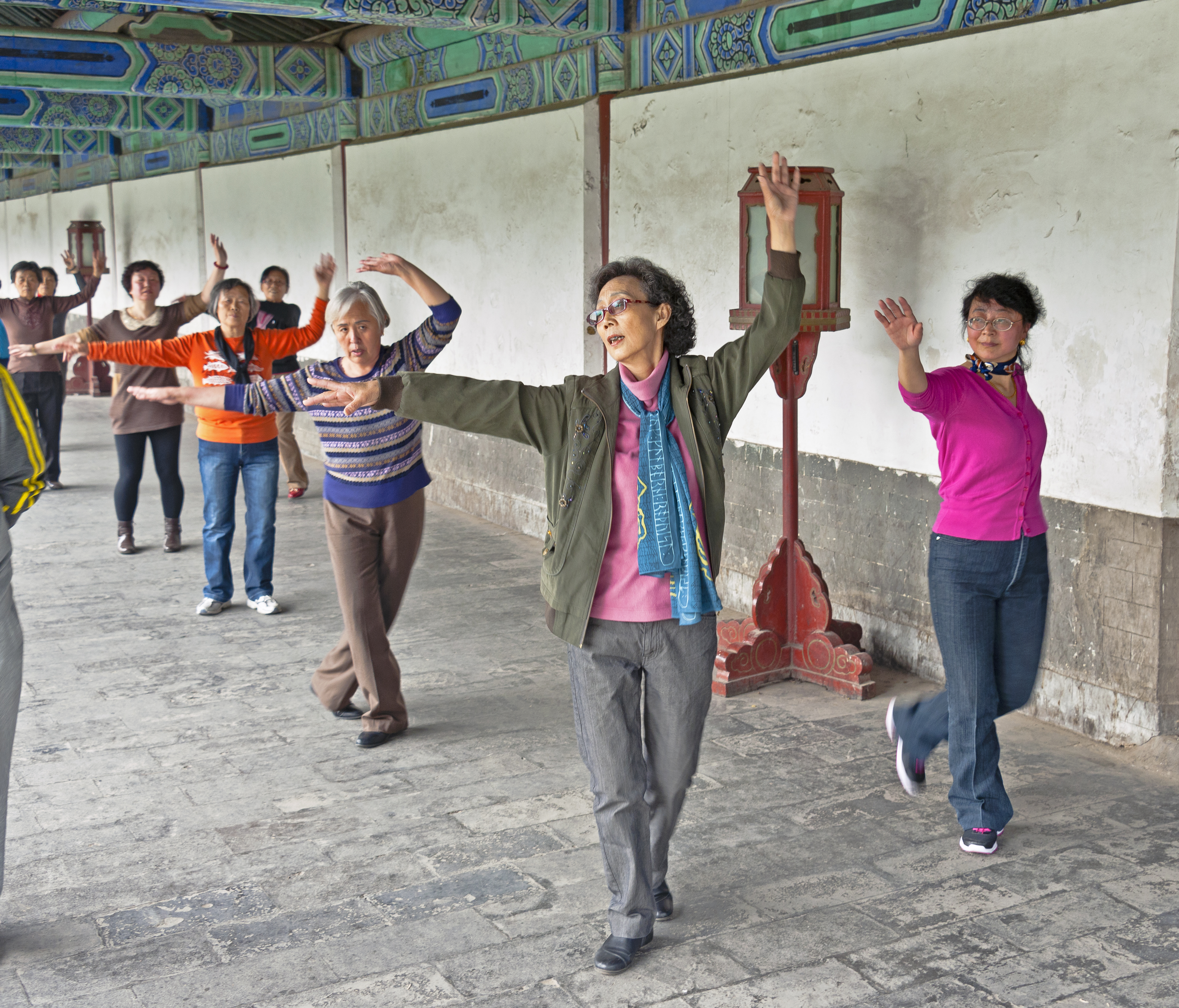
Bailarines de plaza mayores en el parque Templo del Cielo en Pekín, 2014

 Los bailarines se organizan en filas. La primera fila está formada por los bailarines más hábiles, y los mejores están en el centro. Cada fila posterior a la del frente contiene bailarines menos hábiles. Todos los bailarines miran hacia delante. Esto permite a los bailarines aprender de los de las filas de delante. La fila de atrás suele estar poblada por principiantes que acaban de aprender los movimientos, mientras que las filas de delante están bien coordinadas.
Algunos grupos se han hecho grandes, hasta 80 miembros en algunos casos. Los líderes de estos grandes grupos cobran una pequeña cuota a los asistentes regulares para apoyar el uso de los aparatos electrónicos. Se dice que es de 5 ¥ al mes o de 20 ¥ al año. Sin embargo, se dice que un grupo de Changsha cobra el doble.
A veces, los grupos se dividen si una bailarina experimentada siente que puede dirigir un grupo propio, especialmente si hay bailarines insatisfechos con la interpretación de las canciones por parte de los líderes actuales. Los grupos que se forman por este tipo de escisiones suelen considerarse en competición. Éstas pueden tener el carácter de eventos amistosos y organizados, o una competencia más seria por los mejores espacios disponibles y el sonido más fuerte.
La vestimenta varía mucho. Los miembros de muchos grupos se presentan con ropa de calle o con ropa de ejercicio similar a la que se usa para hacer aeróbic o yangge en Occidente. Los grupos más avanzados a veces se disfrazan y utilizan accesorios. The New York Times informó de que había visto a un grupo con uniforme verde, bailando canciones de la época de la Guerra de Corea. Un grupo de Pekín atrajo la atención internacional en el verano de 2014 por interpretar canciones de la época de la Revolución Cultural como "Sin el Partido Comunista, no habría una nueva China" fuera de un centro comercial local todas las noches, vistiendo uniformes militares y utilizando armas de juguete como atrezzo.
La música suele emitirse desde un reproductor de CD portátil y un amplificador sobre ruedas, alimentados por una gran batería de vehículo. El acompañamiento varía. Algunos grupos bailan al ritmo de música pop occidental o incluso de valses, pero la mayoría elige canciones populares chinas con ritmo de baile, como el éxito de 2014 "Little Apple". o éxitos más antiguos de la década de 1950, a menudo con letras propagandísticas.  Algunos bailes son complicados y exigentes, pero la mayoría son rutinas de bajo impacto que consisten principalmente en mantener los brazos del bailarín delante del cuerpo en posiciones variadas. Por esta razón, a menudo se les denomina burlonamente "bailes de zombis" 